# Ered Nimrais
Ered Nimrais (česky Bílé hory) je pohoří ve fiktivním světě J. R. R. Tolkiena, Středozemi. Jmenuje se tak podle ledovců na jeho nejvyšších vrcholcích. Bílé hory jsou velehory, protože jsou sněhem pokryty i v létě. 

## Geografie
Bílé hory se táhnou od východu na západ, ale jeden výběžek vybíhá i na sever a společně s Mlžnými horami tvoří Rohanskou bránu. Jsou dlouhé 852 mil, což je 1370 km.

### Státy
- Gondor – na jihu a východě hor. Mezi jeho horské lokality patří:
  - Lebennin
  - Lamedon
  - Anórien
  - Lossarnach
- Rohan – na severu od hor.
- Eriador
- Enedwaith

### Města
- Minas Anor (později Minas Tirith). Vypíná se na svazích Mindolluiny.
- Edoras – sídlo králů Rohanu.
- Helmův žleb, největší pevnost Rohanu, založená už Númenorejci, dostala později jméno po Helmovi, jednom z rohanských králů.
- Šerá brázda – město Rohanu.

### Majáky

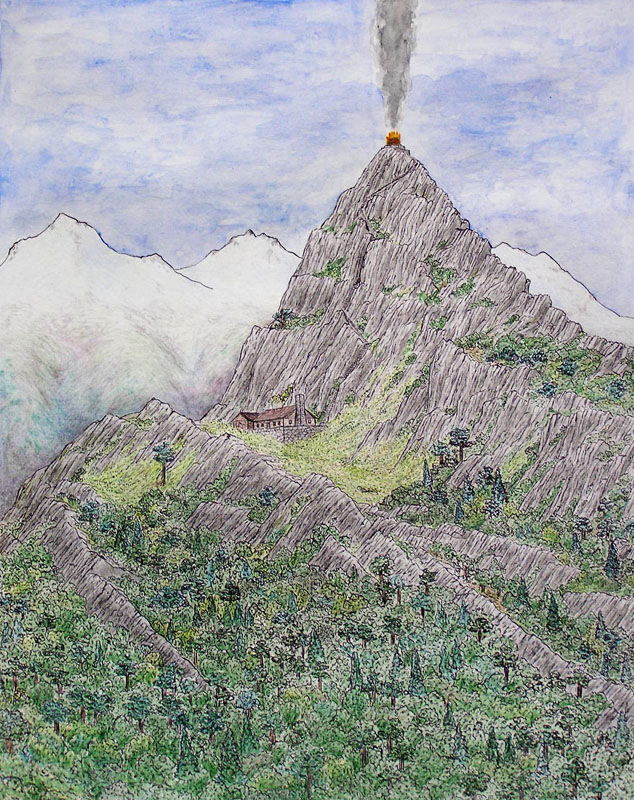
Eilenach, druhý z gondorských majáků

Na úpatí Bílých hor jsou majáky postavené Gondorem. V dobách největší nouze se majáky zapalují. Byly zapáleny na konci třetího věku, když na Minas Tirith pochodovalo mordorské vojsko vedené Pánem nazgûlů. Zapálit je nechal správce Denethor, aby přivolal pomoc od rohanského krále Théodena, který výzvu uposlechl a na Pellenorská pole přijel s celou svou armádou, která se poté zapojila do bitvy na polích Pelennoru

### Ostatní pohoří
Ostatní pohoří ve Středozemi:
- Železné hory – Na východ od Šedých.
- Modré hory (Ered Luin) – Na sever a jih od Zálivu Luny a Šedých přístavů. Na západ od Mlžných.
- Šedé hory – Na západ od Železných hor, na severovýchod od Mlžných. Také nazývány Ered Mithrin.
- Mlžné hory – Na sever od Bílých hor. Též Hithaeglir.
- Popelavé hory – Také nazývány Ered Lithui. Severní hranice Mordoru.
- Hory Stínu – Jižní a západní hranice Mordoru. Nazývány Ephel-Dúath.

### Vodstvo
- Na severní straně hor:
  - Adorn – přítok Želíze
  - Sněžná – Protéká kolem Edorasu a vlévá se do Entvy
  - Hraniční potok – Vlévá se do Entvy v ústí do Anduiny

- Na jihu:
  - Erui – vlévá se do Anduiny. Pramení v Lossarnachu.
  - Sirith – vlévá se do ní Kelos a sama se vlévá do Anduiny.
  - Kelos – vlévá se do Sirith.
  - Serni – společně s Gilrain tvoří Linhir a vlévá se do Belfalské zátoky.
  - Gilrain – s Serni tvoří Linhir a teče do Belfalské zátoky.
  - Kiril – Pramení v Tarlangově šíji a vtéká do Ringla.
  - Ringló – vtéká do něj řeka Kiril.
  - Morthond – vtéká do Ringla.
  - Lefnui – Vtéká do Belfalaské zátoky.